# Halichoeres semicinctus
Halichoeres semicinctus là một loài cá biển thuộc chi Halichoeres trong họ Cá bàng chài. Loài này được mô tả lần đầu tiên vào năm 1859.

## Từ nguyên
Từ định danh semicinctus được ghép bởi hai âm tiết trong tiếng Latinh: semi ("một nửa") và cinctus ("quấn quanh"), hàm ý đề cập đến vệt đen ngay sau gốc vây ngực của cá đực.

## Phạm vi phân bố và môi trường sống
H. semicinctus là loài đặc hữu của khu vực Đông Thái Bình Dương, được tìm thấy từ mũi Conception (California, Hoa Kỳ) trải dài theo bờ tây bán đảo Baja California, bao gồm đảo Guadalupe (México) ngoài khơi và trong vịnh California.
H. semicinctus sống trên nền cát sỏi gần rạn san hô và trong hồ thủy triều ở độ sâu đến ít nhất là 40 m.

## Mô tả
H. semicinctus có chiều dài cơ thể lớn nhất được ghi nhận là 38 cm. Cá cái thường có màu đỏ cam nhạt, lốm đốm các chấm đen rải rác ở thân trên. Cá đực chuyển sang màu xanh lục lam với một vệt đen nổi bật (viền xanh lơ) ở ngay sau gốc vây ngực và kéo dài xuống bụng. Vây ngực màu vàng. Mống mắt màu đỏ. Cá con có sọc trắng băng ngang cơ thể với một đốm đen lớn giữa vây lưng.
Số gai ở vây lưng: 9; Số tia vây ở vây lưng: 12; Số gai ở vây hậu môn: 3; Số tia vây ở vây hậu môn: 12; Số tia vây ở vây ngực: 13; Số gai ở vây bụng: 1; Số tia vây ở vây bụng: 5; Số vảy đường bên: 27.

## Sinh thái học
Thức ăn của H. semicinctus bao gồm các loài nhuyễn thể và chân bụng, đôi khi chúng cũng ăn các loài ký sinh từ những loài cá khác. Loài này có thể vùi mình xuống cát để ngủ vào ban đêm cũng như để tránh sự nguy hiểm. Tuổi thọ tối đa được ghi nhận ở H. semicinctus là 14 năm tuổi.